# Medicul de țară (film din 1952)
Medicul de țară (titlul original: în rusă Сельский врач, transliterat: Selski vraci) este un film dramatic sovietic, realizat în 1952 de regizorul Serghei Gherasimov, protagoniști fiind actorii Tamara Makarova, Grigori Belov, Vsevolod Sanaev și Olesia Ivanova. 

## Rezumat
O absolventă a Institutului de Medicină, Tatiana Kazakova, ajunge ca stagiară în satul Goryachy Klyuchi și intenționează să-și dovedească aptitudinea profesională față de echipa mică, dar destul de profesionistă a spitalului, condusă de dr. Arseniev, în vârstă de 76 de ani, a cărui minte ascuțită și neîncredere excesivă devin principalul motiv al discordiei de scurtă durată dintre colegi...

## Distribuție
- Tamara Makarova – Tatiana Kazakova, medic
- Grigori Belov – Arseni Arseniev, medic
- Vsevolod Sanaev – Nikolai Korotkov, secretar al comitetului districtual
- Vasili Kapustin – Ivan Pospelov, agronom
- Ivan Kuznețov – Pavel Balașov, președintele colhozului
- Anatoli Dudorov – Anatoli Tiomkin, medic
- Aleksandr Smirnov – Skvorțov
- Viktor Kliuciariov – Andrei Kulik, șeful secției de sănătate a raionului
- Ina Makarova – Baranova
- Olesia Ivanova – Ira, sora medicală
- Klavdia Habarova – Niura, sora medicală
- Aleksandra Haritonova – Șura, sora medicală
- Vladimir Guliaev – Viktor Potalov, administratorul
- Nikolai Smorcikov – Jenia Strukov, colhoznic
- Valentina Teleghina – mătușa Pașa, sanitara
- Elena Maksimova – mătușa Fenia, sanitara
- Boris Lesovoi – Denis Pospelov
- Elena Anufrieva – Petuhova, pacienta
- Ekaterina Savinova – Dusia Pospelova
- Klara Rumianova – Lena Zueva, soția lui Strukov
- Ivan Kosîh – Fiodor, logodnicul Dusiei
- Vera Burlakova – secretara
- Konstantin Nassonov – însoțitorul Tatianei (nemenționat)
- Vladimir Marenkov – Komov, tractorist (nemenționat)
- Olga Markina – secretara (nemenționat)

## Lansare
A fost lansat în anul 1952 și a avut parte de succes comercial, fiind vizionat de 18,6 milioane de spectatori în cinematografele din Uniunea Sovietică.